# داگلاس کلوداستر
داگلاس کلوداستر (به انگلیسی: Douglas_Cloudster) یک هواگرد ملخ‌پیشین تک‌موتوره از نوع دوباله دوربرد ساخت شرکت Davis-Douglas Company است. هواگرد داگلاس کلوداستر نخستین پروازش را در ۲۴ فوریه ۱۹۲۱ میلادی انجام داد. در مجموع، تعداد ۱ فروند از این هواگرد ساخته شده‌است.
طراح این هواگرد، دونالد ویلس داگلاس بود.